# 의열기념관
의열기념관(義烈記念館)은 대한민국 경상남도 밀양시에 위치한 기념관이다.
2018년 3월 7일에 의열단장 김원봉의 생가터에 건립된 기념관이다. 의열단원들의 투쟁사 및 유물자료 등을 전시하고 있다.